# Galagoides demidovii
Galagoides demidovii (галаго Демідова) — вид лоріподібних приматів родини Галагові (Galagidae).

## Поширення
Вид досить широко поширений у тропічній та екваторіальній  Африці. Його природним середовищем проживання є субтропічні або тропічні сухі ліси.

## Опис
Це дуже маленькі тварини, які цілком поміщаються на долоні людини: довжина тіла 12,5-16 см, довжина хвоста 18-20 см. Забарвлення хутра дуже різноманітне у різних підвидів. Спосіб життя і розмноження вивчені слабко. У зоопарках світу вони рідкісні. Відомий випадок, коли в зоопарку Вашингтона галаго Демидова прожив 3 роки.